# Repositorio Institucional de la UNAM
El Repositorio Institucional de la UNAM (RI-UNAM) es una plataforma digital de acceso abierto, que reúne, integra, gestiona, disemina y preserva los metadatos o contenidos ya digitalizados de los repositorios de entidades y dependencias de la Universidad Nacional Autónoma de México,  producidos o resguardados por la misma universidad, cumpliendo con estándares y normativas de interoperabilidad nacionales e internacionales. Es administrado por la Dirección General de Repositorios Universitarios (DGRU).
Desde el punto de vista técnico, el RI-UNAM es un portal interoperable, ya que los metadatos de los documentos digitales pueden ser recolectados o cosechados mediante el protocolo OAI-PMH (Open Archives Initiative–Protocol for Metadata Harvesting) y una interfaz de programación de aplicaciones en línea (API, por sus siglas en inglés). Es capaz de proteger metadatos codificados bajo diferentes esquemas, como Dublin Core, DIM o MARC21, y puede adaptarse para incorporar otros más. Cuenta con optimización en motores de búsqueda (SEO, por sus siglas en inglés) en internet mediante la descripción de cada recurso digital en notación JSON (JavaScript Object Notation) para datos enlazados (JSON-LD).

## Origen
Propuesto en 2010, el repositorio fue objeto de estudios y tuvo la implementación de un programa de migración a formato electrónico en 2011, y finalmente creado el 19 de agosto de 2019 siendo el Rector de la UNAM, el Dr. Enrique Graue Wiechers:
Se crea el Repositorio Institucional de la Universidad Nacional Autónoma de México (RI-UNAM), visible en el sitio web www.repositorio.unam.mx, a cargo de la Dirección General de Repositorios Universitarios (DGRU), como el principal punto de consulta en línea de los contenidos digitales en acceso abierto producidos o resguardados por la Universidad. Funcionará como una plataforma digital integradora de los contenidos producidos o resguardados por la UNAM y como nodo de conectividad con otras plataformas digitales de entidades académicas y de gobierno, a nivel nacional e internacional.

## Objetivo
La función principal del Repositorio Institucional de la UNAM es integrar los contenidos de otras plataformas y repositorios universitarios existentes y por crear de la UNAM, facilitando así el acceso abierto al conocimiento, producto de investigaciones académicas, educativas, científicas, tecnológicas, humanísticas y culturales.

El objetivo está recogido en el "Acuerdo por el que se crea el RI-UNAM":
Coadyuvar en la gestión digital del conocimiento, lo que implica el depósito, cosecha, custodia, resguardo, preservación, integración y diseminación de los metadatos o contenidos digitales, siguiendo estándares nacionales e internacionales, así como el fomento a la implementación de repositorios y plataformas universitarias interoperables.
Para cumplir dicho objetivo, el 3 de septiembre de 2019 se instaló su Comité Técnico, el cual tiene entre sus responsabilidades supervisar y dar seguimiento a las actividades realizadas que correspondan a los propósitos del RI-UNAM. Dicho cuerpo colegiado se rige bajo el "Reglamento Interno Del Comité Técnico del Repositorio Institucional de la Universidad Nacional Autónoma de México", documento emitido por Gaceta UNAM el 19 de octubre de 2020.

### Acervos integrados de entidades o dependencias de la UNAM
Alberga 18 acervos.
| Nombre corto               | Nombre completo | Entidad o dependencia                                                             |
| TESIUNAM                   | Dirección General de Bibliotecas y Servicios Digitales de Información                                                          | Dirección General de Bibliotecas                                                  |
| Revistas UNAM              | Revistas UNAM | Dirección General de Publicaciones y Fomento Editorial                            |
| Colecciones Universitarias | Portal de Datos Abiertos UNAM, Colecciones Universitarias                                                                      | Dirección General de Repositorios Universitarios                                  |
| UNAM-RETo                  | Repositorio de Recursos Educativos para Todos                                                                                  | Coordinación de Universidad Abierta, Innovación Educativa y Educación a Distancia |
| BNDM y HNDM                | Biblioteca y Hemeroteca Nacional de México                                                                                     | Instituto de Investigaciones Bibliográficas                                       |
| Repositorio IIBI UNAM      | Repositorio del Instituto de Investigaciones Bibliotecológicas y de la Información                                             | Instituto de Investigaciones Bibliotecológicas y de la Información                |
| RI-Ameyalli                | Ameyalli Repositorio Institucional de la Dirección General de Divulgación de la Ciencia                                        | Dirección General de Divulgación de la Ciencia                                    |
| RILZEA                     | Repositorio Universitario Leopoldo Zea                                                                                         | Centro de Investigaciones sobre América Latina y el Caribe                        |
| Repositorio del IIH        | Repositorio Institucional Históricas UNAM                                                                                      | Instituto de Investigaciones Históricas                                           |
| RU-IIJ                     | Repositorio Universitario del Instituto de Investigaciones Jurídicas UNAM                                                      | Instituto de Investigaciones Jurídicas                                            |
| RUTIC                      | Repositorio Universitario de la DGTIC                                                                                          | Dirección General de Cómputo y de Tecnologías de Información y Comunicación       |
| RUICML                     | Repositorio Universitario del Instituto de Ciencias del Mar y Limnología                                                       | Instituto de Ciencias del Mar y Limnología                                        |
| MiCISAN                    | MiCISAN, Repositorio Institucional                                                                                             | Centro de Investigaciones sobre América del Norte                                 |
| RU-CRIM                    | Repositorio Universitario propiedad del Centro Regional de Investigaciones Multidisciplinarias                                 | Centro Regional de Investigaciones Multidisciplinarias                            |
| Athenea Digital FFyL       | Repositorio Athenea Digital FFyL                                                                                               | Facultad de Filosofía y Letras                                                    |
| RUD-IIS                    | Repositorio Universitario Digital Instituto de Investigaciones Sociales                                                        | Instituto de Investigaciones Sociales                                             |
| RII-CEIICH                 | Repositorio de Investigaciones Interdisciplinarias del Centro de Investigaciones Interdisciplinarias en Ciencias y Humanidades | Centro de Investigaciones Interdisciplinarias en Ciencias y Humanidades           |
| RU-FES Cuautitlán          | Repositorio Universitario de la FES Cuautitlán                                                                                 | Facultad de Estudios Superiores Cuautitlán                                        |

### Incunables
En el RI-UNAM, dentro de la Colección de libros incunables de la UNAM, se encuentran integrados y digitalizados ocho incunables, es decir, libros impresos hasta principios del siglo XVI, que formante parte del acervo del repositorio Biblioteca y Hemeroteca Nacional Digital de México.

## Estructura y navegación
Desde la página de inicio del Repositorio Institucional de la UNAM, es posible apreciar la organización del contenido, diseñada para su presentación y divulgación. Además, su estructura permite identificar y recuperar la información en el sitio, facilitando así las búsquedas.
El índice de búsqueda del repositorio está ramificado en 6 principales catálogos:
- Entidad aportante de la UNAM
- Año de producción
- Tipo de contenido
- Área
- Repositorio
- Otras instituciones

La plataforma ofrece otra opción de búsqueda, denominada "Contenido", la cual se encuentra organizada de la siguiente forma:
- Repositorio
- Acervo
- Tipo de recurso
- Tipo de contenido
- Entidad aportante de la UNAM
- Entidad aportante de otras instituciones
- Área de conocimiento
- Año de producción
- Institución aportante
- Colección
- Autor

A su vez, cada documento digital está etiquetado o catalogado con metadatos que permiten ubicar puntual y detalladamente la información del recurso. Además, estos metadatos pueden ser recolectados, a través del protocolo OAI-PMH (Open Archives Initiative–Protocol for Metadata Harvesting), por otras bases, como Google Scholar. De este modo, se promueve la diseminación a nivel global de los recursos digitales albergados en el RI-UNAM.
Los metadatos principales que describen cada documento son:
- Identificador
- Título
- Creador
- Tipo
- Derechos de autor
- Nivel de acceso
- Fecha
- Editor
- Procedencia
- Referencia bibliográfica

Finalmente, para incrementar la difusión de los recursos, el usuario puede difundir el documento compartiéndolo en redes sociales desde cada registro de la plataforma del RI-UNAM.

## Licenciamiento
Cada contenido digital integrado al RI-UNAM está sujeto a una licencia Creative Commons que garantiza, en todo momento, el reconocimiento de la autoría de cada obra y define las condiciones y restricciones de uso.
| |
| Astesanus de Ast. (1478). "Summa de casibus conscientiae". Johannes de Colonia et Johannes Manthen de Gherretzem. En Biblioteca Digital - Vista completa del registro (unam.mx) |

| |
| Augustinus de Ancona. (1479). "Summa de potestate ecclesiastica". in domo nobilis viri Francisci de Cinquinis. |

|                                                                             |
| Bartholomaeu, Anglicus. (1485). "De proprietatibus rerum". Georgius Husner. |

| |
| Baldo degli Ubaldi. (1487). "Lectura super VI-IX libris Codicis Justiniani". Christophorus Valdarfer. |

|                                                                               |
| Séneca. (1492). "Tragedie i.e. Tragoediae". per Lazarum Isoarda de Sauiliano. |

| |
| Bonaventura. (1493). "Quaestiones in libris III et IV Sententiarum". Kilinus Piscator. Recuperado de https://catalogo.iib.unam.mx/F/-/?func=find-b&find_code=SYS&local_base=bndm&format=999&request=000405607 |

| |
| Ferrer, Vicente. (1496). "Sermones de tempore. Pars estivalis". per Jacobum de Leucho. Recuperado de https://catalogo.iib.unam.mx/F/-/?func=find-b&find_code=SYS&local_base=bndm&format=999&request=000403614 |

| |
| Suidas. (1499). "Lexicon graecum". impensa & dexteritate Domini... Ioannis Bissoli ; Benedicti Mangii Capensium. Disponible en https://catalogo.iib.unam.mx/F/-/?func=find-b&find_code=SYS&local_base=bndm&format=999&request=000405614 |